# Julie von Buddenbrock d. J.
Julie Freiin von Buddenbrock d. J. (* 11. Januar 1826 in Berlin; † 11. Januar 1915 ebenda) war eine wohlhabende preußische Adelige, die mit ihrem Engagement in der Inneren Mission und der Äußeren Mission das Leben der evangelischen Kirche in Berlin zur Jahrhundertwende wesentlich beeinflusste. Darüber hinaus machte sie sich als Künstlerin einen Namen.

## Familie
Julie von Buddenbrock d. J. war das zweite von vier Kindern des Freiherrn Wilhelm Alfred Alexander von Buddenbrock (* 23. Juli 1796 - † 20. September 1863) und seiner Frau Baronin Julie Freifrau von Buddenbrock, geb. Tölpe Freifrau von Limburger (* 20. Mai 1795 - † 23. August 1872). Der Vater diente im preußischen Militär bis zum Rang des Oberstleutnants, war anschließend in der Finanzwelt der Reichshauptstadt tätig und gehörte dem preußischen Herrenhaus an. Bei seinem Tode 1863 hinterließ er seiner Familie ein stattliches Vermögen, was erst seine Witwe und später seine Tochter Julie in die Lage versetzte, caritative Werke der Inneren und Äußeren Mission großzügig zu unterstützen. Baronin von Buddenbrock war von 1859 bis zu ihrem Tode 1872 Mitglied im Vorstand des Evangelischen Magdalenenstiftes sowie Mitglied des Kuratoriums des Siechenhauses Bethesda in Berlin.

## Engagement in der Inneren und Äußeren Mission
Geprägt von der Frömmigkeit der Erweckungsbewegung und insbesondere deren Vertreter Gustav Knak (1806–1878) und Johannes Evangelista Goßner (1773–1858) entwickelte sich bei Julie von Buddenbrock ein Verständnis von christlichem Glauben als Rettungswerk nicht allein angesichts der sozialen Probleme der Stadt Berlin, sondern auch auf dem Missionsfeld in Übersee. Sie begründete den Armen-Hilfsverein der Dreifaltigkeitsgemeinde, trat 1871 in das Kuratorium des von Goßner gegründeten Elisabeth-Diakonissen- und Krankenhauses ein, folgte ihrer Mutter in der Vorstandstätigkeit des Siechenhauses Bethesda und auch in das Kuratorium des Magdalenenstiftes, einem Aufnahmeheim für gefährdete Frauen in Berlin. Gemeinsam mit anderen adeligen Damen der Gesellschaft bildete sie ein Netzwerk ehrenamtlichen, wohltätigen Engagements in Innerer und Äußerer Mission.
Gustav Knak gewann Julie von Buddenbrock d. J. 1857 für den Vorstand des Berliner Frauen-Missionsvereins für China. Diesem diente sie 58 Jahre, davon 28 Jahre als Vorsitzende. Schwerpunkt der Arbeit des Vereins waren Aufbau, und Unterhalt des Findelhauses Bethesda in Hongkong, einem Waisenhaus für chinesische Mädchen. v. Buddenbrock übernahm selbst Patenschaften für einige Waisen und unterstützte das Findelhaus mit Geld- und Sachspenden. In ihrer Vorstandstätigkeit begleitete sie die Aufnahme des Vereins in die Berliner Missionsgesellschaft 1882. Als Vorsitzende der dann „Berliner Frauen-Missionsvereins für China“ umbenannten Organisation hatte sie ab 1887 auch Sitz und Stimme im ehrwürdigen Vorstand der Berliner Missionsgesellschaft in der Georgenkirchstraße.
1859 trat Julie von Buddenbrock d. J. auch in den Vorstand des „Vereines für Bildung des weiblichen Geschlechtes im Morgenland“ in Berlin ein. Dieser Verein bildete weibliche Kandidaten für den Missionsdienst aus. Im Alter von bereits 73 übernahm sie 1899 den Vorsitz des Frauenvereins.

## Die Künstlerin
Julie von Buddenbrock war Schülerin des Künstlers Carl Gottfried Pfannschmidt (* 1819 - † 1887), der sich als Kirchenmaler, Professor, Mitglied der Königlichen Akademie der Künste und Ehrendoktor der Theologie einen Namen machte. v. Buddenbrock wandte sich hauptsächliche der Blumenmalerei und der Ornamentik zu und fertigte und stiftete für einige Berliner Kirchen Altargemälde. Zahlreiche ihrer Werke wurden gedruckt und veröffentlicht; u. a. „Jehova Blumen“ (1867), „Der Glaube der Väter im Heiligen Schmuck der Lieder“ (1881), eine Sammlung farbiger, nach Aquarellen gestalteter Lesezeichen (1877) oder „Soli Deo Gloria“ (1879). Darüber hinaus unterstützte sie mit ihrem Vermögen bedürftige Künstler.

## Auszeichnungen
Für ihre Verdienste um das religiöse Leben auf dem Gebiet der Inneren und Äußeren Mission, für ihre finanzielle Unterstützung gemeinnütziger Bestrebungen und ihrer künstlerischen Tätigkeit wurde Julie von Buddenbrock d. J. 1901 mit dem Luisenorden zweiter Klasse, dem höchsten preußischen Frauenorden „für Frauen und Jungfrauen“, von Kaiser Wilhelm II. ausgezeichnet.